# Michael Wallace Banach

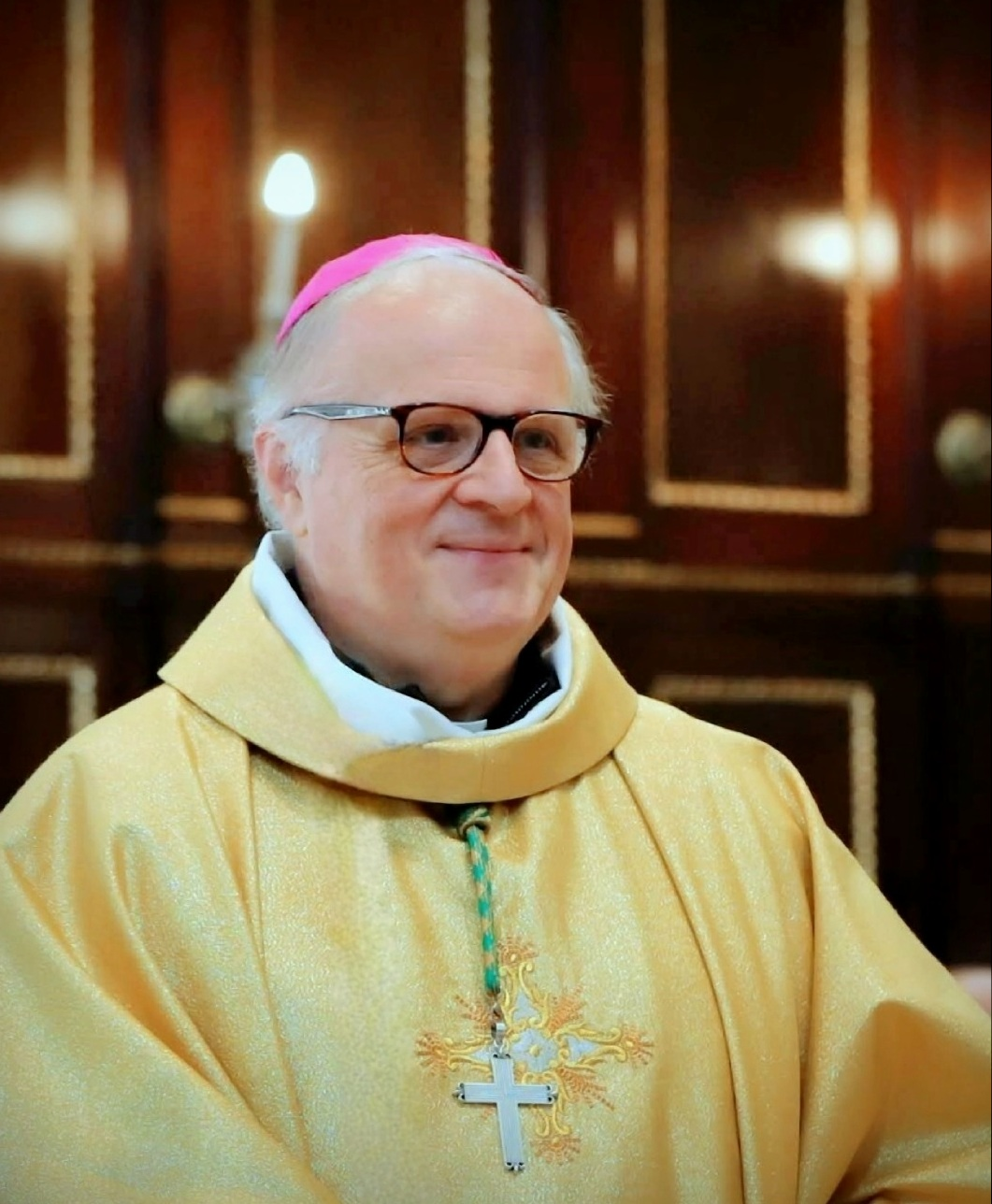
Michael Wallace Banach, 2024

Michael Wallace Banach (* 19. November 1962 in Worcester, Massachusetts, USA) ist ein US-amerikanischer Geistlicher, römisch-katholischer Erzbischof und Diplomat des Heiligen Stuhls.

## Leben
Michael Wallace Banach studierte Philosophie am College of the Holy Cross und Theologie am Päpstlichen Nordamerika-Kolleg in Rom. Er war in der Seelsorge in Shrewsbury tätig und absolvierte anschließend ein Doktoratsstudium des Kanonischen Rechts an der Päpstlichen Universität Gregoriana in Rom. Er empfing am 2. Juli 1988 die Priesterweihe für das Bistum Worcester. Im Jahr 1992 begann er die Vorbereitung für das Diplomatische Corps an der Päpstlichen Diplomatenakademie. 1996 verlieh ihm Papst Johannes Paul II. den Ehrentitel Päpstlicher Ehrenkaplan (Monsignore).
Papst Benedikt XVI. ernannte ihn am 22. Januar 2007 zum Ständigen Beobachter des Heiligen Stuhls bei dem Büro der Vereinten Nationen in Wien und Organisation der Vereinten Nationen für industrielle Entwicklung und Ständigen Vertreter bei der Internationalen Atomenergie-Organisation und der Organisation für Sicherheit und Zusammenarbeit in Europa in Wien. Im selben Jahr verlieh ihm der Papst den Titel Päpstlicher Ehrenprälat.
Am 22. Februar 2013 ernannte ihn Benedikt XVI. zum Titularerzbischof von Memphis und zum Apostolischen Nuntius. Papst Franziskus ernannte ihn am 17. April desselben Jahres, noch vor seiner Bischofsweihe, zum Apostolischen Nuntius in Papua-Neuguinea. Die Bischofsweihe spendete ihm Kardinalstaatssekretär Tarcisio Bertone am 27. April 2013 im Petersdom in Rom. Mitkonsekratoren waren die Kurienkardinäle Marc Ouellet und Fernando Filoni. Am 18. Mai 2013 ernannte Papst Franziskus Banach zusätzlich zum Apostolischen Nuntius auf den Salomonen.
Am 19. März 2016 ernannte ihn Papst Franziskus zum Apostolischen Nuntius im Senegal und zum Apostolischen Delegaten in Mauretanien. Am 9. Juli 2016 ernannte ihn Papst Franziskus zudem zum Apostolischen Nuntius in Kap Verde und am 22. August desselben Jahres zum Apostolischen Nuntius in Guinea-Bissau. Am 13. Mai 2017 wurde seine Beauftragung in Mauretanien in den Rang eines Apostolischen Nuntius’ erhoben.
Am 3. Mai 2022 ernannte ihn Papst Franziskus zum Apostolischen Nuntius in Ungarn.